# غروب خدایان (فیلم)
غروب خدایان (به ایتالیایی: La caduta degli dei) یا نفرین‌شدگان (آلمانی: Die Verdammten) یک فیلم درام هنری به کارگردانی لوکینو ویسکونتی است که سال ۱۹۶۹ منتشر شد. این نخستین فیلم ویسکونتی از «سه‌گانهٔ آلمان» اوست که با فیلم‌های مرگ در ونیز و لودویگ تکمیل می‌شود.

## بازیگران
- دیرک بگارد
- اینگرید تولین
- هلموت گریم
- هلموت برگر
- اومبرتو اورسینی
- راینهارد کولدهوف
- فلوریندا بولکن
- شارلوت رمپلینگ
- کارل-اوتو آلبرتی
- جسیکا دابلین
- رونو ورله